# ماكسيم بافلينكو
ماكسيم بافلينكو (بالأوكرانية: Павленко Максим Михайлович)‏ هو لاعب كرة قدم أوكراني في مركز الوسط، ولد في 15 سبتمبر 1975 في كييف في أوكرانيا. لعب مع SK Energia Lviv ‏.

## وصلات خارجية
- ماكسيم بافلينكو على موقع الاتحاد الأوربي (الإنجليزية)
- ماكسيم بافلينكو على موقع اتحاد أوكرانيا (الإنجليزية)